# 蹦蹦趴巡迴演唱會
蹦蹦趴巡迴演唱會（英語：Boom Boom Par World Tour）是臺灣歌手謝金燕的第2輪售票巡迴演唱會，由寬宏藝術與一直打不倒有限公司主辦。該巡演在2016年5月14日在臺灣臺北市臺北小巨蛋展開，2016年6月4日在臺灣高雄市高雄巨蛋舉行高雄場，並於演出時宣布暫別臺灣歌壇。 2018年3月31日在新加坡聖淘沙名勝世界會議中心，改以「姐姐愛你巡迴演唱會」命名舉辦海外場次，節目內容和製作團隊與本次巡演相同。

## 背景
2015年12月30日，謝金燕於YouTube上架全新創作歌曲〈蹦X趴〉音樂錄影帶。2016年3月，謝金燕宣布睽違4年啟動全新「蹦蹦趴巡迴演唱會」，於台北與高雄登場。

## 爭議事件
謝金燕演唱會在即，是否將與父親豬哥亮重逢同台成為矚目新聞話題，豬哥亮也多度透過媒體表示將到場支持，謝金燕則表示希望豬哥亮不要前來，不願模糊焦點。
2016年5月14日在臺北場演唱會演唱歌曲〈愛的代價〉前，謝金燕播出事先準備好的文字影片 ，首度公開說明家庭問題，豬哥亮因而提早離場，並透過媒體表達對此事的不滿，引起娛樂圈新聞風波。對此，謝金燕於高雄場演出時宣布暫別台灣歌壇，進行近2年的修養時間，婉拒所有公開演出。

## 台北場曲目
Act 1 
1. 《練舞功》
2. 《跳起來》
3. 《叉燒包》
4. 《粉紅色腰帶》
5. 《要發達》

Act 2
1. 《停止轉動》
2. 《Macarena》
3. 《失戀陣線聯盟》
4. 《壞女孩》
5. 《含淚跳恰恰》
6. 《Short Dick Man (20 Man)》
7. 《冬天裡的一把火》

Act 3
1. 《青蘋果樂園》
2. 《小幸運》
3. 《路邊的野花不要採》
4. 《終身美麗》
5. 《突然好想你》
6. 《人間道》
7. 《BANG BANG BANG》

Act 4
1. 《嗶嗶嗶》
2. 《一級棒》
3. 《打鐵》
4. 《Yoyo姊妹》

Act 5
1. 《愛的代價》
2. 《月彎彎》
3. 《親愛的小孩》
4. 《造飛機》
5. 《想要跟你飛》
6. 《祝你幸福》

Act 6
1. 《蹦X趴》
2. 《姐姐》

## 場次
| 日期          | 國家   | 城市   | 場館                   | 備註                                                               |
| ------------- | ------ | ------ | ---------------------- | ------------------------------------------------------------------ |
| 2016年5月14日 | 臺灣   | 臺北市 | 臺北小巨蛋             |                                                                    |
| 2016年6月4日  | 臺灣   | 高雄市 | 高雄巨蛋               | 點歌環節演唱〈舞曲大悲咒〉                                         |
| 2018年3月31日 | 新加坡 | 新加坡 | 聖淘沙名勝世界會議中心 | 改以「姐姐愛你巡迴演唱會」命名，節目內容和製作團隊與本次巡演相同。 |

## 幕後人員
- 寬宏藝術經紀股份有限公司：主辦單位、票務行政
- 一直打不倒有限公司：藝人經紀、製作單位
- 完角創意娛樂製作有限公司：整體企劃製作
- 謝金燕：藝術總監
- 梁思樺：音樂總監
- 樂力製作有限公司：音控執行
- FOH Engineer：陳剛健
- 球球：經紀人
- 錠律保險經紀人、燕京啤酒：贊助單位